# 魚門鈴
魚門鈴（荷兰语： visdeurbel ）是荷蘭烏特勒支的水闸系統，並以網路直播方式運行。烏特勒支市政府在魚群游經的運河中設置鏡頭，若觀眾看見魚隻游過，就可按下門鈴按钮通知管理員開啟水閘。
魚門鈴計畫源於帮助季节性鱼群迁徙，魚在遷徙時若是被堵在水闸前很容易受到掠食者的攻击。該計畫目的是提高当地鱼类的生存率，但魚門鈴不仅仅使鱼受益，觀眾也在直播中發現螃蟹、龙虾、青蛙等生物。 

## 實際使用
魚門鈴在2021年3月在烏特勒支舊運河中首次使用，在最初两周内，魚門鈴就被按下約3萬次。魚門鈴在夏季魚群遷徙結束後會暫時關閉，並在隔年春天再次開啟。

## 外部連結
- Visdeurbel （荷蘭語和英語）